# ثيوفيلوس سولومون
ثيوفيلوس سولومون (بالإنجليزية: Solomon Theophilus) (18 يناير 1996 بكادونا في نيجيريا - ) هو لاعب كرة قدم نيجيري في مركز الهجوم. شارك مع منتخب نيجيريا تحت 23 سنة لكرة القدم. أما مع النوادي، فقد لعب مع نادي رييكا ونادي زادار ‏ ونادي شيبينيك ‏ وNK Pomorac 1921 ‏.

## وصلات خارجية
- ثيوفيلوس سولومون على موقع الاتحاد الأوربي (الإنجليزية)
- ثيوفيلوس سولومون على موقع قاعدة بيانات كرة القدم.إي يو (الإنجليزية)
- ثيوفيلوس سولومون على موقع Soccerway.com (الإنجليزية)